# Reichsparteitag
Reichsparteitag (tysk for Rigspartidag) var navnet på det årlige møde, som det tyske nationalsocialistiske arbejderparti NSDAP afholdt mellem 1923 og 1938 i september måned. Særligt efter Hitlers magtovertagelse i 1933 blev dagen en stor propagandabegivenhed, der udspillede sig i Reichsparteitagsgelände i Nürnberg og havde over 100.000 deltagere.
De stærkt antisemitiske Nürnberg-love blev vedtaget på Reichsparteitag i 1935, og udgjorde en central del af tiltalen mod de ledende nazister i Nürnbergprocessen, der fandt sted efter krigen.
Filminstruktøren Leni Riefenstahl har i flere film dokumenteret rigspartidagene, bl.a. Triumph des Willens.